# Kevin Jacobsen
Kevin Jacobsen ist ein US-amerikanischer Biathlet.
Kevin Jacobsen lebt in Bozeman und startet für die Bridger Ski Foundation in Montana. Bei den US-amerikanischen Meisterschaften im Sommerbiathlon 2010 in Tukwila gewann er im Sprint hinter Douglas Hoover und Danny Fink, im Verfolgungsrennen hinter Hoover und Shaun Marshall-Pryde die Bronzemedaillen. Im Massenstartrennen wurde er Siebter und verpasste damit in der Gesamtwertung als Viertplatzierter einen Sprung auf das Podest. In der Gesamtwertung des Biathlon-NorAm-Cups der Saison 2010/11 belegte er den 39. Platz. In der Saison 2011/12 erreichte er als Zweitplatzierter bei einem Sprint in West Yellowstone hinter Wynn Roberts und vor Brian Woodard erstmals eine Podiumsplatzierung in der höchsten kontinentalen Rennserie.

## Belege
1. ↑  Three Montana biathletes in top five at nationals

| Personendaten    | Personendaten              |
| ---------------- | -------------------------- |
| NAME             | Jacobsen, Kevin            |
| KURZBESCHREIBUNG | US-amerikanischer Biathlet |
| GEBURTSDATUM     | 20. Jahrhundert            |